# Daniel Wilhelm Moller

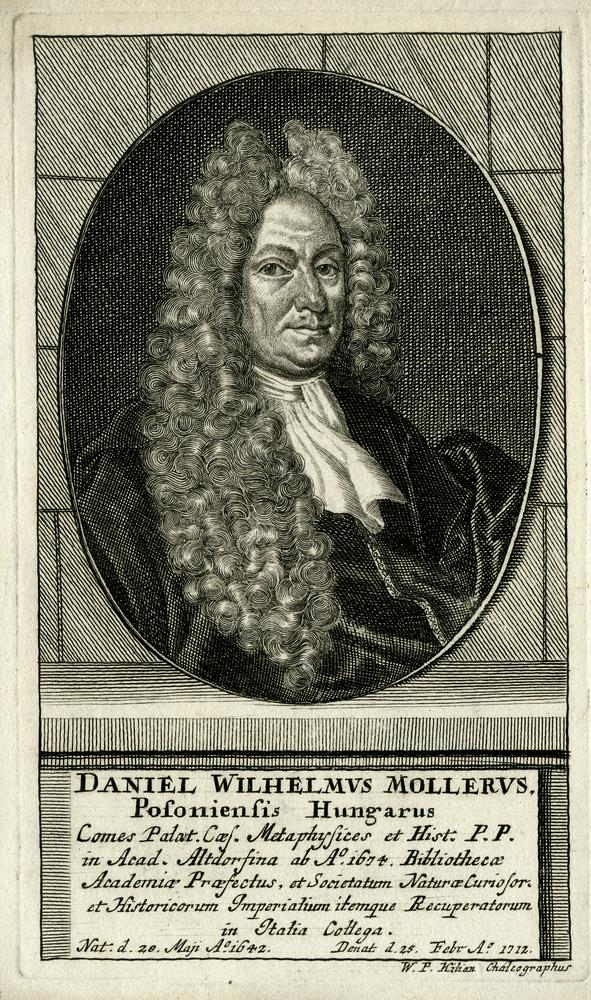
Daniel Wilhelm Moller

Daniel Wilhelm Moller (auch: Müller, Raimund Rimand; * 26. Mai 1642 in Preßburg; † 25. Februar 1712 in Altdorf) war ein in Ungarn geborener deutscher Universalgelehrter.

## Leben
Der Sohn des Goldschmiedes und Juweliers Otto Möller und dessen Frau Rebekka (geb. Berghammer) hatte in Böhmen Sprachstudien betrieben und das Gymnasium seiner Heimatstadt besucht. 1660 reiste er durch Österreich, Mähren, Böhmen und Sachsen. In Sachsen bezog er die Universität Leipzig, wechselte von dort 1661 an die Universität Wittenberg, wo er im Haus von Johann Andreas Quenstedt Aufnahme fand. Sein anfängliches philosophisches und theologisches Studium absolvierte er unter anderem bei Aegidius Strauch II., Johannes Meisner, Abraham Calov und Christian Trentsch.
Er erwarb im Oktober 1662 den akademischen Grad eines Magisters der Philosophie und wurde zum Poeta laureatus ernannt. 1663 reiste er nach Holland, England, Schlesien, Preußen und Polen und gelangte 1664 an die Universität Straßburg, wo er sein theologisches Studium fortsetzte. Hier hat er, unter anderem bei Johann Conrad Dannhauer, Balthasar Bebel und Balthasar Scheidt, die Vorlesungen besucht und die französische Sprache erlernt. Nachdem er in Straßburg auch selbst Vorlesungen abgehalten hatte, war er in Colmar als Hauslehrer tätig und begab sich danach auf Reisen in die Schweiz, nach Frankreich und Italien.
1670 kehrte Moller nach Preßburg zurück und wurde 1671 Subrektor am Gymnasium seiner Heimatstadt. Während dieser Zeit wurden in Ungarn jedoch Personen, die dem evangelischen Glauben angehörten, verfolgt. Da er selbst Repressalien ausgesetzt war, floh er nach Deutschland. Hier wurden ihm an den unterschiedlichsten Orten Aufgaben angeboten, die er jedoch weitgehend ausschlug. Schließlich gelangte er nach Nürnberg, wo ihm 1674 die Professur der Geschichte und Metaphysik übertragen wurde. Moller hatte von seinem Schwiegervater Wagenseil das Amt des Bibliothekars der Universität Altdorf übernommen, stand in engem Kontakt mit Philipp Jacob Spener, und im Laufe seiner Hochschultätigkeit erhielt er viel Anerkennung für seine geleistete Arbeit.
1693 wurde er durch Kaiser Leopold zum Hofpfalzgrafen ernannt, in Italien berief man ihn in die Accademia dei Ricovrati (Societas Recuperatorum) in Padua, in Deutschland in die Akademie der Naturforscher (Leopoldina), und er wurde in die Gesellschaft der Reichsgeschichtsschreiber aufgenommen. Moller hat sich auch an den organisatorischen Aufgaben der Altdorfer Hochschule beteiligt, war zweimal Rektor der Alma Mater und zehnmal Dekan der philosophischen Fakultät.
Moller hat sich zwei Mal verheiratet. Seine erste Ehe schloss er 1685 mit Anna Sybilla Braun, die jedoch 1691 kinderlos verstarb. Seine zweite Ehe ging er im Oktober 1692 mit der gelehrten Helena Sibylla (* 16. Juni 1669; † 29. September 1735) ein, der einzigen Tochter des Johann Christoph Wagenseil. Auch diese Ehe blieb kinderlos.

## Werke (Auswahl)
- Oratio de confusione babylonica. Wittenberg 1662
- Disput. De re, absolute entis synonymo. Wittenberg 1663
- Trutina doctorum et doctorum. Macerate 1665
- Bethender Daniel, das ist ein kurzer Begriff andächtiger Gebethe, auf die bei Gelehrten bekannte 4 Facultäten gerichtet. Köln 1666
- Retorsio ad criminationes Cl. Schneegassi. Wittenberg 1662, 1667
- De Bohemico nihilo alchimistico. Köln 1667
- Treuherzige Erinnerung an alle studierende Deutsche, absonderlich die, so der heiligen Schrifft ergeben sind, das sie die italienische Reise mit gebührender Vorbereitung antreten, fortsetzen und vollenden mögen. 1668
- Pedis admiranda.
- Aedificatio Enae a Medulixiconite.
- Meditatio Stoica de conditione temporis praesentis ad amicum. Frankfurt 1673
- Meditatio de insectis quibusdam Hungaricis prodigiosis, anno proximo praetertito ex aëre una cum niue in agros delipsis, ad amicum A.R.M. Frankfurt 1673
- Presburger Kirchen- und Schulen-Verlust etc. 1673
- Disp. De Synoride. Altdorf 1673
- Horaria meditatio questionis: num S. Pauli caput I: ad Rom. Sine profanorum auctorum, maxime Petronii, cognition intelligi queat? Ad amicum. Altdorf 1674
- Curriculum poeticum ad amicum. Altdorf 1674
- Opuscula ethica et problematico-critica. Frankfurt 1674
- Opuscula medico-historico philologica. Francfurt 1674
- Progr. De historia nostril saeculi. Altdorf 1676
- Disp. De salamandra. 1677
- Promissum de mulieribus hominibus exsolutum, cum epistola ad amicum. Altdorf 1677
- Guil. Du Val synopsis analytica metaphysicorum Aristotelis ex accurate recensione denuo recusa. Altdorf 1677
- Mensa Poëtica. Altdorf 1678
- Progr. de Jobeleis. Altdorf 1678
- Progr. de praeparatione abiturientium in Italiam. Altdorf 1679
- Disp. De fabula Monte Fiasconia: propter nimium, est, est dominus meus mortuus est. Altdorf 1680
- Inuitatio ad audiendas controuersias metaphysicas. Altdorf 1680
- Inuitatio ad lectiones in Q. Curtium R. instituendas. 1680
- Disp. inaug. de mempsimoeria (zusammen mit Johann Adam Tresenreuter). Altdorf 1702; OCLC 165104276.